# Ламерсхаген
Ламерсхаген (њем. Lammershagen) општина је у њемачкој савезној држави Шлезвиг-Холштајн. Једно је од 84 општинска средишта округа Плен. Према процјени из 2010. у општини је живјело 286 становника. Посједује регионалну шифру (AGS) 1057044.

## Географски и демографски подаци
Ламерсхаген се налази у савезној држави Шлезвиг-Холштајн у округу Плен. Општина се налази на надморској висини од 49 метара. Површина општине износи 26,0 km². У самом мјесту је, према процјени из 2010. године, живјело 286 становника. Просјечна густина становништва износи 11 становника/km².